# أدريان غارسيا (مغنية)
أدريان غارسيا (بالبرتغالية: Adriane Garcia‏) هي مغنية برازيلية، ولدت في 19 سبتمبر 1983 في ريو دي جانيرو في البرازيل.

## وصلات خارجية
- أدريان غارسيا على موقع IMDb (الإنجليزية)
- أدريان غارسيا على موقع ميوزك برينز (الإنجليزية)
- أدريان غارسيا على موقع قاعدة بيانات الفيلم (الإنجليزية)